# Signor tenente
Signor Tenente è una canzone scritta e cantata da Giorgio Faletti. La canzone venne presentata al Festival di Sanremo 1994, prima apparizione pubblica come cantautore impegnato di un Faletti fino ad allora noto principalmente come comico, e arrivò al 2º posto della classifica finale della kermesse canora, vincendo il Premio della Critica. La canzone fu inserita nell'album di Faletti Come un cartone animato (prodotto da Danilo Amerio), premiato con un disco di platino. Inizialmente il titolo doveva essere Signor Sergente, infatti qualcuno nell’ambiente della discografia ancora usa questo titolo riferendosi al brano che, invece, fu modificato per evitare problemi di gradi come raccontato dalla critica Lilly Fernandez nel corso di un programma radiofonico.

## Significato
Nella canzone è chiaro il richiamo alle stragi di Capaci e di via D'Amelio, e, in generale, agli attentati compiuti dalla criminalità organizzata. Il brano vuole essere una rappresentazione delle condizioni lavorative delle Pattuglie stradali delle Forze dell’Ordine italiane, in particolare dei Carabinieri, in un periodo in cui era ancora viva l'eco delle bombe del '92 e '93 ma che vale anche per l’oggi perché è la sensazione di tutti quelli che, in uniforme, si apprestano, con ogni condizione di clima, ad approntare un Posto di Controllo o di Blocco per identificare e controllare persone e veicoli.
La frase "minchia, signor Tenente", che introduce ogni strofa della canzone, è una citazione di una battuta pronunciata dal personaggio interpretato da Diego Abatantuono nella scena finale del film Mediterraneo (1991) di Gabriele Salvatores, pellicola con cui Signor Tenente condivide il tema della disillusione; si tratta, inoltre, dell’intercalare dei Carabinieri siciliani o meridionali, in genere, quando si rivolgono, in un appassionato discorso come questo, al loro Comandante, sia quello del Nucleo Radiomobile che ha in genere questo grado, sia al Comandante della Compagnia con lo stesso grado di Tenente se si tratta di Personale delle Stazioni dell’Arma. La continua ripetizione del termine "minchia" e il marcato accento siciliano con cui viene cantato il brano rendono chiaro il riferimento a Pattuglie operanti su territori in cui è presente Cosa nostra; più in generale, questi dettagli sottolineano quanto fosse più sentita questa situazione nel Sud Italia e in particolare in Sicilia, dove si erano verificati i maggiori eccidi mafiosi.
Il km 41 della Provinciale, citato nel testo, è in realtà il km 40,760 della SS 10 “Padana Inferiore” che da Asti conduce a Torino e dove, appunto, è collocata la Casa Cantoniera, oggi ristrutturata. Il luogo, in effetti, ben si presta ad organizzare un Posto di Controllo o di Blocco e molto probabilmente Giorgio Faletti vi aveva più volte visto operare le Pattuglie del Nucleo Radiomobile della Compagnia Carabinieri di Villanova d’Asti. Il Lyons Club di Villanova d’Asti vi ha apposto una targa che ricorda il passo della canzone, omaggia Giorgio Faletti ed è dedicata a tutte le Forze dell’Ordine.

## Omaggi
Nel 2015, un anno dopo la scomparsa di Giorgio Faletti, è stata posta una targa dedicata al brano al chilometro 41 della statale 10, vicino alla casa cantoniera, vicino a Villafranca d'Asti. In tale punto, infatti, l'artista fu ispirato per la scrittura della canzone, in cui vi è un verso che recita proprio "...ed al chilometro 41, presso la casa cantoniera...".
In occasione del Festival di Sanremo 2017 Marco Masini presenta una cover del brano, che viene molto apprezzata e si classifica al terzo posto nella serata dedicata alle cover. Il cantante toscano la inserisce poi nell'album Spostato di un secondo.